# Nymphetamine
Nymphetamine es el sexto álbum de estudio de la banda inglesa de metal extremo Cradle of Filth, lanzado al mercado el 28 de septiembre de 2004 a través de Roadrunner Records. Es el primer disco de la banda en contar con la participación del guitarrista James McIlroy.
El título es acrónimo de nymphomania y amphetamine (ninfomanía y anfetamina en español), y Dani Filth explica el tema mismo refiriéndose a «una adicción como droga a la mujer en cuestión, con sus insidiosas cualidades vampirescas literalmente trayendo a su amante de vuelta del margen de la tumba espiritual, sólo para enterrarlo más allá en la fuerza de un capricho». Esto es muy del estilo de Edgar Allan Poe y e implica que, a pesar de las agonías internas del personaje, él es realmente un «sumiso bienvenido que fácilmente disfruta de los terribles altibajos de su relación con una seductora, sucia y depreciativa súcubo». Fue nominada a un Premio Grammy en el 2005 en la categoría de Best Metal Performance (Mejor Desempeño Metal), y aparece en el álbum dos veces; en una versión de tres partes y nueve minutos —«Nymphetamine (Overdose)»— y luego en una versión más corta de cinco minutos —«Nymphetamine Fix»— como un bonus track. Un vídeo fue publicado para la versión «Fix», y este tema también aparece en la banda sonora del filme Resident Evil: Apocalypse (sin su sufijo).
«Coffin Fodder» es mencionada en el episodio cuatro de la comedia inglesa The IT Crowd. «Swansong for a Raven» es la secuela de la canción del álbum Midian, «Her Ghost in the Fog», y su secuela "Sisters Of The Mist" del álbum Existence Is Futile
Este álbum también presenta a figuras invitadas: Liv Kristine, vocalista de Leaves' Eyes (participó en «Nymphetamine (Overdose)», Doug Bradley, (en los temas «Satyriasis» y «Swansong for a Raven»), quien también colaboró en Midian y a King Diamond (en la canción «Devil Woman»). Una edición especial fue publicada en el 2005, con un disco extra presentando dos nuevas canciones, una versión alternada de «Nymphetamine (Fix)» y tres versiones.

## Lista de canciones
Todas las canciones escritas y compuestas por Dani Filth. 
| N.º   | Título                                                          | Duración |  |
| 1.    | «Satyriasis» (con Doug Bradley)                                 | 1:42     |  |
| 2.    | «Gilded Cunt»                                                   | 4:08     |  |
| 3.    | «Nemesis»                                                       | 7:18     |  |
| 4.    | «Gabrielle»                                                     | 5:27     |  |
| 5.    | «Absinthe With Faust»                                           | 5:14     |  |
| 6.    | «Nymphetamine (Overdose)» (con Liv Kristine)                    | 9:14     |  |
| 7.    | «Painting Flowers White Never Suited My Palette» (Instrumental) | 1:57     |  |
| 8.    | «Medusa and Hemlock»                                            | 4:44     |  |
| 9.    | «Coffin Fodder»                                                 | 5:17     |  |
| 10.   | «English Fire»                                                  | 4:45     |  |
| 11.   | «Filthy Little Secret»                                          | 6:16     |  |
| 12.   | «Swansong for a Raven» (con Doug Bradley)                       | 7:09     |  |
| 13.   | «Mother of Abominations» (con Doug Bradley)                     | 7:33     |  |
| 14.   | «Nymphetamine Fix» (con Liv Kristine)                           | 5:04     |  |
| 75:40 |                                                                 |          |  |

### Edición de lujo
| Pistas adicionales |                                           |          |  |
| N.º                | Título                                    | Duración |  |
| 15.                | «Devil Woman» (cover de Cliff Richard)    | 3:38     |  |
| 16.                | «Soft White Throat»                       | 5:40     |  |
| 17.                | «Bestial Lust (Bitch)» (cover de Bathory) | 2:54     |  |
| 18.                | «Prey»                                    | 4:57     |  |
| 19.                | «Nymphetamine (Jezebel Deva Fix)»         | 5:03     |  |
| 20.                | «Mr. Crowley» (cover de Ozzy Osbourne)    | 5:41     |  |
| -                  |                                           |          |  |

## Créditos y personal

### Integrantes
- Dani Filth – vocalista
- Paul Allender – guitarras
- James McIlroy (acreditado como Germs Warfare) – guitarras
- Martin Powell – sintetizadores
- Dave Pybus (acreditado como Herr Pubis) – bajo
- Adrian Erlandsson – batería
- Liv Kristine – voz invitada

Fuentes: Discogs.

### Producción
- Ilustración, Escenas de una naturaleza grafíca, Fotografía - Matt Lombard
- Coros - Deborah Roberts , Gregory Skidmore , Kim Porter , Nicholas Todd , Tessa Bonner , Tim Sager
- Co-productor - Cradle Of Filth (pistas: 1-1 to 1-14)
- Ingeniero - Dan Turner (tracks: 1-1 to 1-14)
- Ingeniero [Adicional], Editadopor [Digital] - Steve Carter (2) (pistas: 1-1 to 1-14) , Will Bartle (tracks: 1-1 to 1-14)
- Masterización por - UE Nastasi
- Mezclado por - Colin Richardson (pistas: 1-1 to 1-14, 2-5)
- Mezclado por [Pasages Orquestrales], Arreglos por [Pasages Orquestrales] - Daniel Presley
- Orquesta - La Filarmónica Vulgara
- Productor - Cradle Of Filth (pistas: 2-1 to 2-6) , Dani Filth (tracks: 2-1 to 2-6) , Rob Caggiano (tracks: 1-1 to 1-14, 2-5)
- Productor, Mezclado por - Dan Turner (2) (pistas: 2-1 to 2-6)
- Letra - Dani Filth

Notas:	Paquete de 2-Discos incluye: 6 nuevas pistas, ilustraciones nuevas y expandidas, y el video de «Nymphetamine».

DISCO 1
Grabado en Parkgate Estudio, East Sussex y en The Chapel Estudio, Lincolnshire. (San Valentin hasta el verano de 2004)

DISCO 2
Grabado en Monnow Valley Estudios.